# 동태평양 해팽

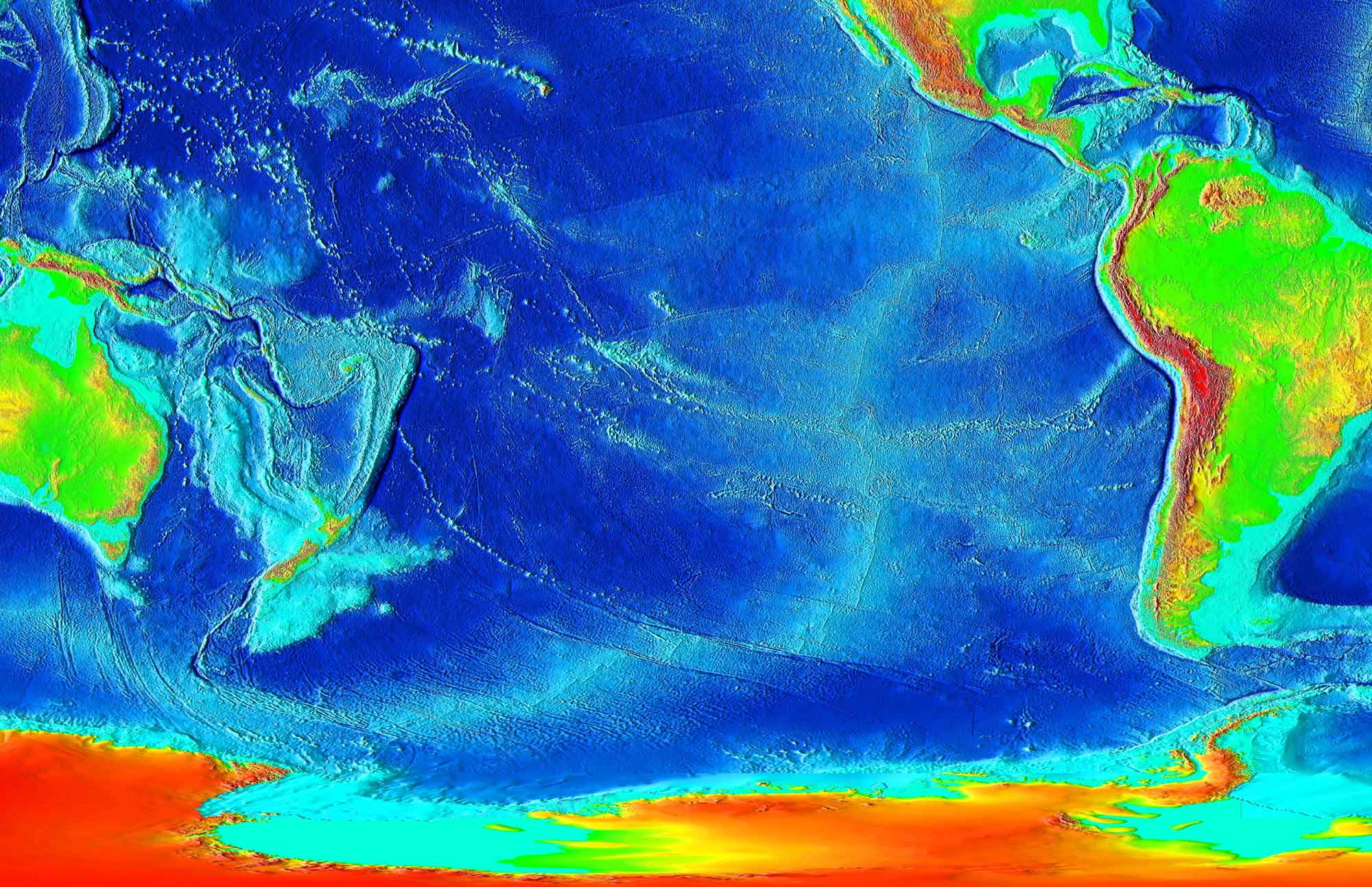
동태평양 해령

동태평양 해령(東太平洋海膨) 또는 태평양 해령(太平洋海嶺)은 남극 바다에서 태평양까지 이어져 있는 태평양 동남부의 해령이다. 서쪽의 태평양판과 동쪽의 북아메리카판, 리베라판, 코코스판, 나스카판, 남극판 사이의 경계를 이룬다. 

## 같이 보기
- 대서양 중앙 해령
- 환태평양 조산대